# Kitzmann-Bräu

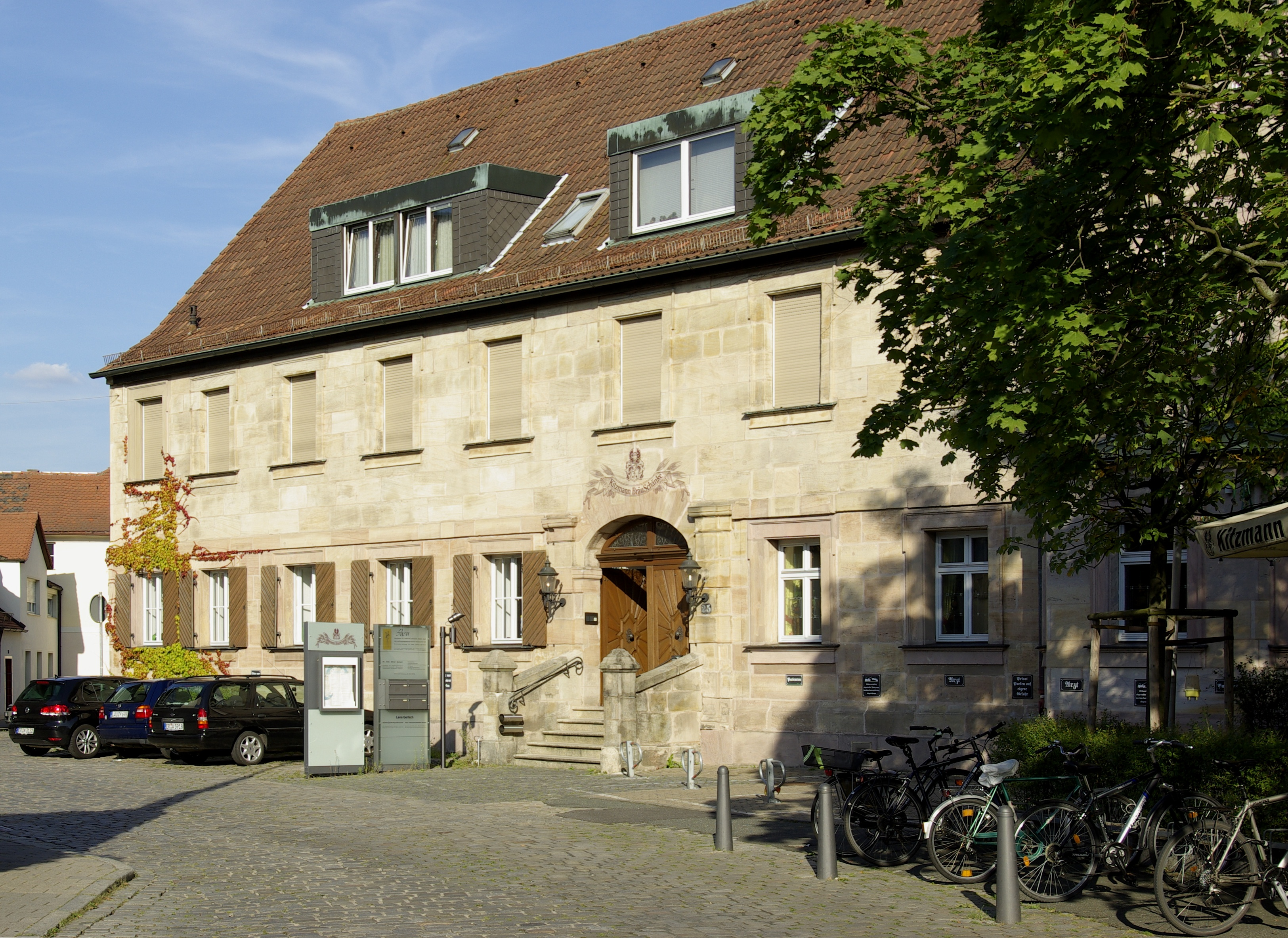
Bräu-Schänke im Stammhaus in Erlangen, 2012

Kitzmann Bräu war eine 1712 in Erlangen gegründete Brauerei, die sich seit 1833 ohne Unterbrechung im Besitz der Familie Kitzmann befunden hatte. Nach der Schließung der Brauerei 2018 durch Firmeninhaber Peter Kitzmann wurden die Markenrechte von der Kulmbacher Brauerei übernommen und die Bierproduktion nach Kulmbach verlagert.

## Geschichte
1733 wurde zum ersten Mal Thomas Kitzmann urkundlich als Brauer zu Unternesselbach genannt; seit diesem Jahr betrieb die Familie Kitzmann ohne Unterbrechung eine Brauerei. 1833 kaufte Johann Lorenz Kitzmann (geb. 15. April 1804) eine Brauerei an der südlichen Stadtmauer in Erlangen aus einer Konkursmasse, wo sich bis 2018 die Brauerei Kitzmann befand.

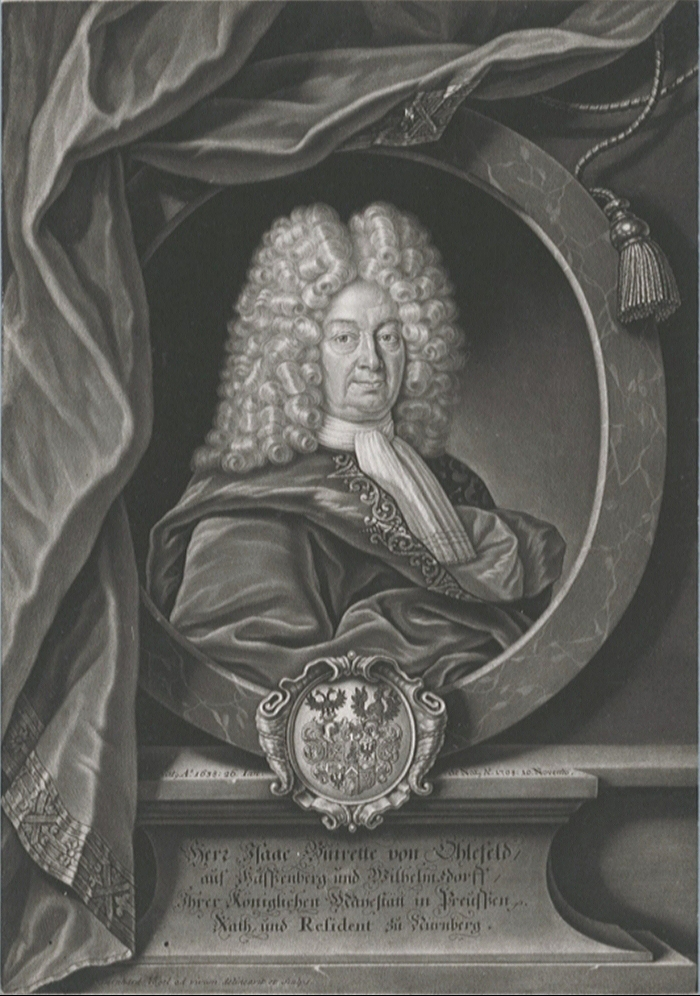
Isaak Buirette von Oehlefeld (1638–1708), Herr auf Hassenberg und Wilhelmsdorf, Handelsherr, königlich preußischer Rat und Resident zu Nürnberg

Die Brauerei in Erlangen wurde 1712 von Leonhardt Weynand Buirette von Oehlefeld und Christoph Bever gegründet. Buirette von Oehlefeld war der Cousin des preußischen geheimen Kriegsrats Isaac Buirette von Oehlefeld, der 1690 die später als „Erlanger Reifbräu“ firmierende Brauerei gründete.
1724 erwarb Georg Vierzigmann die Brauerei. 1797 verkauften die Vierzigmanns sie wieder, um ihre Schulden abzutragen. Danach gab es bis 1833 „Konkurse und Besitzerwechsel“.
Nach Johann Lorenz Kitzmann führte dessen Sohn Johann Peter Kitzmann (1837–1888) die Brauerei, danach dessen Witwe Marie (gen. „Kitzmänni“), bis schließlich deren Sohn August Kitzmann (1883–1967) die Leitung des Unternehmens übernahm. Ab 1959 leitete Karl Kitzmann († Dezember 2012) das Unternehmen. Sein Sohn Peter Kitzmann war bis zur Schließung der letzte Inhaber der Brauerei.
Zu Beginn der 1950er Jahre erlebte Kitzmann einen Aufschwung, der viele Jahrzehnte anhielt. Während damals 6.000 Hektoliter Bier im Jahr gebraut wurden, waren es im Jahre 2005 über 100.000 Hektoliter und 2008 sogar 110.000 Hektoliter. Das Unternehmen beschäftigte zuletzt rund 40 Mitarbeiter.
Die Privatbrauerei war eine mittelständische Kommanditgesellschaft, die ihre Produkte überwiegend regional im Großraum Erlangen vermarktete. Die Firmenleitung wurde 2004 nach Herzogenaurach-Niederndorf verlegt. Im Juli 2004 wurde in den ehemaligen Verwaltungsräumen das Kitzmann Bräukontor eingerichtet. Im Februar 2008 wurde in der Brauerei Kitzmann die Bräuschänke eröffnet.
Am 28. September 2018 wurde auf einer Betriebsversammlung die Schließung der Brauerei und die Kündigung sämtlicher Mitarbeiter bekanntgegeben. Begründet wird die Schließung mit einem starken Umsatzrückgang. Während in der Spitze rund 120.000 hl jährlich produziert wurden, waren es 2017 nur noch knapp unter 50.000 hl. 2018 wurden die Namensrechte und die Produktion von der Kulmbacher Brauerei übernommen und in die Kitzmann Bier GmbH überführt.

## Sortiment
Derzeitiges Sortiment produziert in Kulmbach
- Weißbier: alk. 5,4 % vol., Stammwürzegehalt: 12,3 %
- Helles: alk. 4,9 % vol.; Stammwürzegehalt: 11,3 %
- Edelpils: alk. 5,0 % vol., Stammwürzegehalt: 11,2 %
- Kellerbier (1904): alk. 4,9 % vol., Stammwürzegehalt: 11,4 %
- Bergkirchweihbier: alk. 5,9 % vol.; Stammwürzegehalt: 13,6 % (Saisonal ab April erhältlich)

Nach der Betriebsübernahme eingestellt
- leichtes Weißbier: alk. 2,9 % vol., Stammwürzegehalt: 7,7 %
- Dunkles Erlanger: alk. 5,7 % vol., Stammwürzegehalt: 13,3 %
- Berg Radler: alk. 2,7 % vol.
- Dunkles Weißbier: alk. 5,6 % vol., Stammwürzegehalt: 12,6 %
- Alkoholfreies Weißbier: alk. weniger als 0,5 % vol., Stammwürzegehalt: 6 %
- Alkoholfreies Kellerbier 1904: alk. weniger als 0,5 % vol., Stammwürzegehalt: 5 %
- Urbock: alk. 7,1 % vol.; Stammwürzegehalt: 18,2 % (Oktober bis ca. April erhältlich)
- Wintergold: alk. 5,9 % vol.; Stammwürzegehalt: 13,5 % (Oktober bis ca. Januar erhältlich)
- Weißbier-Bock: alk. 7 % vol.; Stammwürzegehalt: 16 %
- Fränkisches Rotbier: alk. 4,6 % vol., Stammwürzegehalt: 11,2 %
- Bayr. Märzen: alk. 5,7 % vol., Stammwürzegehalt: 13,8 %
- achala: alk. 7,2 % vol., Stammwürzegehalt: 15,2 %
- Special K für TIO, Lagerbier für TIO – Restaurant, 0,33 l-Flasche
- JBO, Pils für J.B.O., 0,33 l-Flasche

## Sonstiges

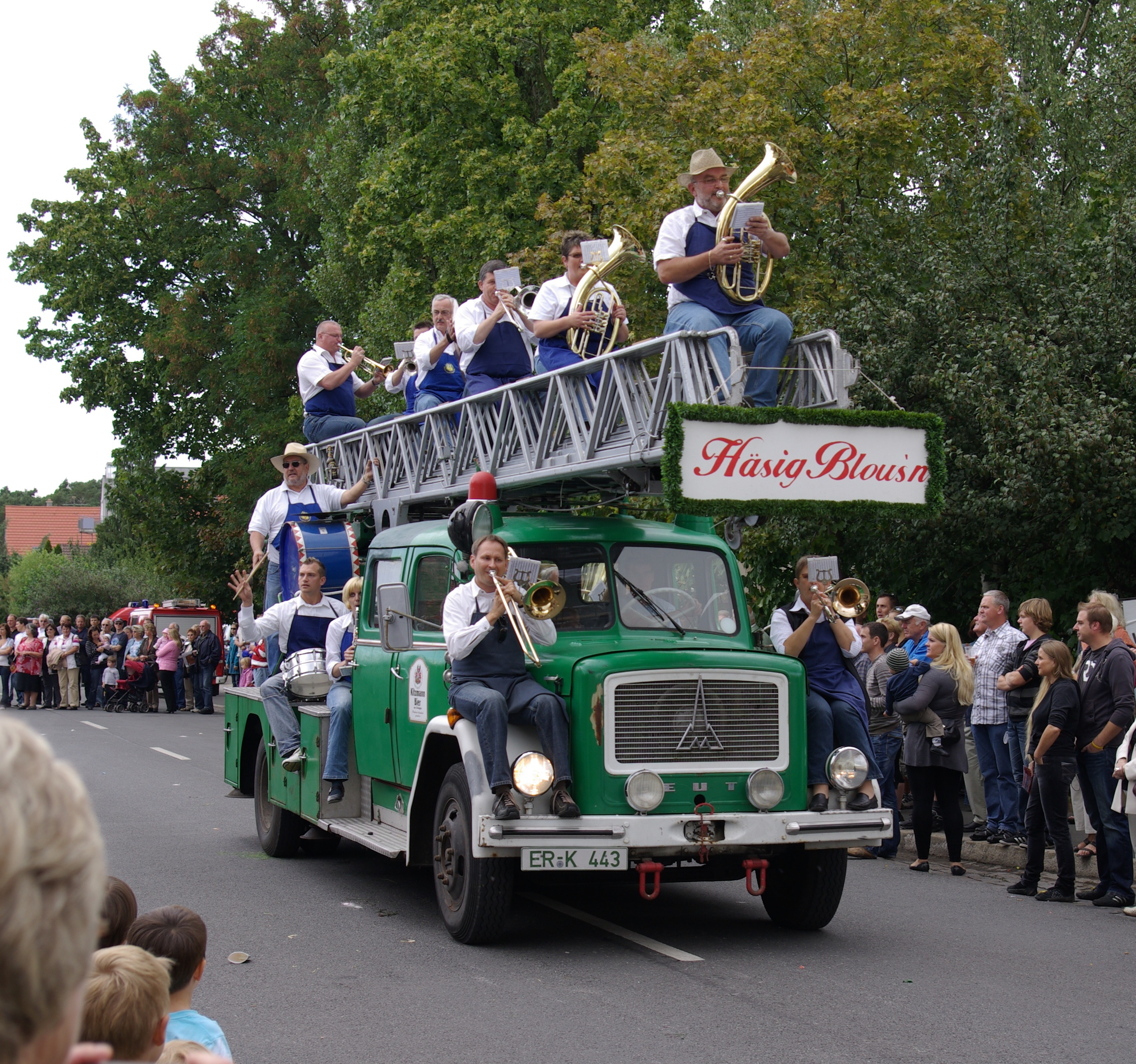
Werbefahrzeug der Brauerei Kitzmann: Magirus-Deutz Feuerwehr-Drehleiter auf der Kirchweih in Erlangen-Eltersdorf

Die Erlanger Funmetal-Band J.B.O. besingt in mehreren ihrer Lieder Kitzmann-Bier, wodurch die Brauerei inzwischen bereits in entfernten Gebieten Deutschlands, Österreichs und der Schweiz bekannt ist, in welchen kein Kitzmann-Bier verkauft wird. Nach der Übernahme durch Kulmbacher wandte sich die Band von Kitzmann ab und lässt das das J.B.O. Bier seitdem von der Brauerei Hebendanz produzieren.
Außerdem gab es jedes Jahr eine Bierkönigin, die für Kitzmann als Werbefigur tätig war